# Kosmologisch argument
Het kosmologisch argument wordt in de theologie en in de filosofie aangehaald om het bestaan van God aan te tonen (godsbewijs). Gewoonlijk neemt het de vorm aan van "er moet een eerste oorzaak geweest zijn van alles wat bestaat. Die onveroorzaakte oorzaak (de onbewogen beweger) was God." De twee bekendste versies van het kosmologisch argument zijn die van Thomas van Aquino en René Descartes.
Waar bijvoorbeeld het ontologisch godsbewijs het bestaan van God wil aantonen door als cruciale premisse aan te nemen dat er zoiets als een volmaakt wezen mogelijk is, vertrekken de meeste kosmologische argumenten (er zijn diverse varianten) bij voor de hand liggende feiten over de wereld. Zo begint de zoektocht naar een eerste oorzaak gewoonlijk met de observatie dat er dingen zijn die verandering ondergaan en dingen die verandering veroorzaken. Als iets dat veroorzaakt is zelf de oorzaak is van weer iets anders dat veroorzaakt wordt, dan is er sprake van een oneindige reeks oorzaken van verandering. Echter, zo wordt betoogd, zoiets is onmogelijk. Daarom moet er iets bestaan dat verandering veroorzaakt, maar zelf niet als gevolg van een oorzaak daarbuiten veranderd wordt. Dat noemt men de "eerste oorzaak". 

## Kritiek
De aanname dat er geen oneindige reeks oorzaken kan bestaan (regressus ad infinitum), wordt niet door iedereen klakkeloos aanvaard. Een andere zwakte van het argument is dat niet afdoende aangetoond werd dat er niet meer dan één eerste oorzaak kan bestaan en/of die eerste oorzaak noodzakelijkerwijs goddelijke attributen moeten worden toegeschreven zoals alwetendheid, almacht en onbeperkte goedheid.

## Het argument van contingentie
Een versie van dit godsbewijs dat ook van hedendaagse filosofen aandacht kreeg, is het argument van contingentie en noodzakelijkheid. Gesteld wordt dat er contingente (dat wil zeggen niet noodzakelijke) wezens bestaan, wezens die evengoed niet hadden kunnen bestaan. Omdat ze niet logisch noodzakelijk bestaan moet hun bestaan veroorzaakt zijn door een ander wezen. Anders zou niet verklaard kunnen worden waarom ze bestaan in plaats van niet te bestaan. Ofwel, zo gaat het argument verder, heeft die oorzakelijke keten ergens een eerste lid - een contingent wezen dat niet veroorzaakt werd door een ander, of... De keten is oneindig lang. 
In het eerste geval bestaat er een noodzakelijk wezen aan het begin van de keten dat de oorzaak ervan is. Dat eerste lid, omdat het contingent is, moet ook een oorzaak hebben. Die oorzaak kan echter geen ander contingent wezen zijn, waardoor de oorzaak ervan een wezen moet zijn waarvan het niet-bestaan onmogelijk is, zodat het (wezen) noodzakelijk is. Als aan de andere kant (het tweede geval) de keten van oorzaken oneindig lang is, moet er (ook) een noodzakelijk wezen aan het begin staan dat de keten veroorzaakt. Hier wordt dus de keten als geheel iets dat contingent is, waardoor een oorzaak nodig is die zelf niet contingent is. Conclusie: in beide gevallen waarbij het bestaan van contingente dingen wordt aangenomen, dringt zich de noodzaak op van een niet-contingent wezen als eerste oorzaak.
Critici van deze versie van het kosmologisch argument betwisten de aanname dat er voor het bestaan van elk contingent wezen een verklaring moet zijn. Voor hen is het bestaan van althans een aantal contingente wezens gewoon een onverklaarbaar feit. Zo stelt de Amerikaanse analytische filosoof William Rowe (geboren in 1931) dat deze versie van het kosmologisch argument het bestaan van God niet bewijst, hoewel hij in het midden laat of geloof in een god al dan niet redelijk kan worden genoemd. 

## Het kalam-argument
Het kalam-argument is een versie van het kosmologisch argument geformuleerd door denkers die de islamitische kalam-traditie volgden, zoals Al-Kindi, Al-Ghazali en Averroes. Een hedendaagse aanhanger van het kalam-argument is de Amerikaanse filosoof William Lane Craig, die in 1979 het boek The Kalām Cosmological Argument publiceerde. 
Het kalam-argument luidt als volgt:
- Alles dat begint te bestaan, heeft een oorzaak voor zijn bestaan.
- Het universum begon te ontstaan.
- Daarom heeft het universum een oorzaak voor zijn bestaan.

Er kunnen twee oorzaken van het bestaan van het universum zijn: een object (een ding) of een subject (bewustzijn/persoon).
1. In het eerste geval gaat het om abstracte objecten, zoals getallen buiten ruimte en tijd.
2. In het tweede geval gaat het om een immaterieel bewustzijn. Omdat abstracte objecten causaal inert (willoos, niet-reagerend) zijn, dus niets kunnen veroorzaken, is het redelijk om te veronderstellen dat het universum is veroorzaakt door een immaterieel bewustzijn. In dat geval is er dus een persoonlijke zijnsgrond van de wereld.

Als dit argument wordt gevolgd, kan men dit God noemen. Er is dan overigens alleen sprake van deïsme: de wereld is veroorzaakt door een bewustzijn dat je God zou kunnen noemen. Maar dit is nog geen christendom, islam of andere religie. Religies kunnen daarentegen wel gebruikmaken van het kalam-argument.